# Anthodon selloanum
Anthodon selloanum là một loài thực vật có hoa trong họ Dây gối. Loài này được Schult. mô tả khoa học đầu tiên năm 1827.